# Henry William de Saussure
Pour les articles homonymes, voir Saussure.
Henry William de Saussure, né 16 août 1763 et mort le 26 mars 1839 est un avocat américain, législateur d'État et juriste de Caroline du Sud qui est devenu un leader politique en tant que membre du parti fédéraliste après la guerre d'indépendance. Il a été nommé par le président George Washington comme le 2e directeur de la Monnaie des États-Unis, a été l'un des parrains de la législation qui a créé le South Carolina College qui allait devenir l'université de Caroline du Sud et a reçu le titre de chancelier en tant que juge du SC Equity Court, également connu sous le nom de tribunal de chancellerie. À ce titre, il a rédigé et codifié une grande partie de la loi sur l'équité de l'État encore en vigueur aujourd'hui. Il a été intendant (maire) de Charleston et son fils, William Ford de Saussure, a également été intendant de Columbia.
Il a été l'un des principaux investisseurs dans la fondation de ce qui devait être à l'origine le journal de la ville, à tendance fédéraliste, le Charleston Courier en 1803. En tant que juge de la cour d'appel, ses opinions sur diverses questions étaient largement publiées sous un pseudonyme, ce qui était alors la coutume pour les fonctionnaires, en particulier les juges, qui souhaitaient exprimer leurs opinions en dehors du tribunal.
Il s'est ouvertement opposé à la Nullification avec d'autres dirigeants de Caroline du Sud.

## Origines
Henry William de Saussure est le petit-fils de Henry de Saussure, né à Lausanne en 1709, mort en 1763, surnommé « l'Immigrant », qui partit de Suisse pour s'installer en Caroline du Sud, à Charleston. Il est issu d'une branche de la famille de Saussure, installée en Suisse depuis le XVIe siècle.